# Alfred Cauchie
Alfred Henri Joseph Cauchie (Haulchin, 26 oktober 1860 - Rome, 10 februari 1922) was een Belgisch priester, historicus en hoogleraar aan de Université catholique de Louvain (UCL).

## Levensloop
Cauchie volbracht zijn middelbare studies van 1874 tot 1880 aan het Kleinseminarie Bonne-Espérance in Vellereille-les-Brayeux. Hij doorliep vervolgens twee jaar wijsbegeerte aan het Grootseminarie. In 1885 werd hij tot priester gewijd. Het jaar daarop ging hij geschiedenis studeren aan de Leuvense universiteit, die hij in 1888 afsloot met een licentiaat in geschiedenis.
Hij werkte vervolgens in de archieven van het Vaticaan. In 1891 promoveerde hij tot doctor in de geschiedenis.
Daarop werd hij docent aan de UCL en doceerde er heuristiek, historische kritiek en kerkgeschiedenis.
Vanaf 1896 hergroepeerde hij alle praktijkcursussen van geschiedenis, godgeleerdheid en kerkelijk recht in een seminarie geschiedenis, met als doel aan de studenten een steviger opleiding te verzekeren en ze aan te moedigen tot persoonlijk werk.
In 1898 werd hij erekanunnik in het kapittel van de Onze-Lieve-Vrouwekathedraal (Doornik).
In 1900 stichtte hij de Revue d'histoire ecclésiastique, een tijdschrift met internationale allures, dat nog steeds bestaat.
Hij was voorstander van het oprichten van een Belgisch Historisch Instituut in Rome. Het werd in 1902 gesticht door Dom Ursmer Berlière, monnik van de abdij van Maredsous. Cauchie werd er in 1908 de directeur van. In 1922 liet hij het leven als gevolg van een verkeersongeval.

## Publicatiess
- La Querelle des investitures dans les diocèses de Liège et de Cambrai, Leuven, Peeters, 1890-1891.|
- Les desseins politiques de Léon X à son avènement et la mission de Laurentio Campeggi en Flandre en 1513', Brussel, Hayez, 1891.
- Deux épisodes de la lutte de François Ier avec Charles-Quint en 1543, Brussel, Hayez, 1891.
- La constitution de Louvain au Moyen Âge, Leuven, Peeters, 1892.
- La grande procession de Tournai, Leuven, Peeters, 1892.
- Mission aux archives vaticanes. Rapport à M. le ministre de l'Intérieur et de l'Instruction publique, Brussel, Hayez, 1892.
- Notes sur quelques sources manuscrites de l'histoire belge à Rome, Brussel, Hayez, 1892.
- Le Maréchal Antoniotto de Botta-Adorno et ses papiers d'état, Brussel, Polleunis & Ceuterick, 1895.
- De la création d'une école belge à Rome, Doornik, Casterman, 1896.
- (samen met Alphonse Bayot) Les chroniques brabançonnes, Brussel, Kiessling, 1900.
- La chronique de Saint-Hubert dite "Cantatorium"', le livre second des "Miracula Sancti Huberti" et la "Vita Theodorici abbatis Andaginensis". Observations sur l'attribution de ces trois œuvres à Lambert le Jeune, moine de Saint-Hubert, Brussel, Kiessling, 1901.
- Les Universités d'autrefois. Paris et Bologne aux premiers temps de leur existence, Leuven, Pollenis & Ceuterick, 1902.
- L'extension de la juridiction du nonce de Bruxelles aux duchés de Limbourg et de Luxembourg en 1781, Brussel, Kiessling, 1903.
- Les instructions générales aux nonces des Pays-Bas espagnols (1596-1635), Leuven, 1904.
- L'organisation de missions scientifiques en vue de répertoriser à l'étranger les documents diplomatiques relatifs à l'histoire de la Belgique. Rapport présenté à la Commission royale d'histoire, Brussel, Weissenbruch, 1904.
- Notes sur l'Église et l'État d'après les écrits politiques (800-1122), Leuven, 1904.
- Inventaires des archives de Marguerite de Parme, dressés après la mort de cette princesse, précédés d'une liste d'anciens inventaires d'archives et de joyaux conservés aux archives farnésiennes à Naples, in: Bulletin de la Commission royale d'histoire, 1907.
- Une nouvelle lettre de Daniel di Bomalès à Francesco di Marchi concernant les troubles des Pays-Bas (1567) Leuven, Bureau des analectes, 1907.
- The teaching of history at the University of Louvain, Baltimore, 1907.
- Les assemblées du clergé de France sous l'Ancien Régime. Matériaux et origines, in: Revue des sciences philosophiques et théologiques, 1908.
- Lettre de Frédéric, archevêque de Cologne, à Albéron Ier, évèque de Liège, concernant l'établissement des Prémontrés, in: Leuven, Bureau des analectes, 1909.
- (samen met Léon van der Essen)  Les sources de l'histoire nationale conservées à l'étranger dans les archives privées, in: Bulletin de la Commission royale d'histoire, 1909.
- Inventaires sommaires des archives de l'État en Belgique, Leuven, Bureau des analectes, 1910.
- Bellarmin et l'université de Louvain d'après un livre récent, Leuven, Bureau des analectes, 1911.
- Le comte L. C. M. de Barbiano di Belgiojoso et ses papiers d'État conservés à Milan. Contribution à l'histoire des réformes de Joseph II en Belgique, in: Bulletin de la Commission royale d'histoire, 1912.
- Un demi-siècle d'enseignement historique à l'université de Louvain, Leuven, Van Linthout, 1914.
- Godefroid Kurth (1847-1916). Le patriote, le chrétien, l'historien, Brussel, La lecture au foyer, 1922.